# 巴賓 (伊林齊區)
49°7′53″N 29°19′22″E / 49.13139°N 29.32278°E
巴賓（烏克蘭語：Бабин），是烏克蘭西南部的村莊，隸屬文尼察州的文尼察區。該村始建於1550年，面積2.27平方公里，海拔高度223米，2024年該村落人口1,012。
1. ↑  . illintsi-mrada.gov.ua.   [2024-11-13]. （原始内容存档于2024-11-30）.